# Малди-Пітікаси
Малди́-Пітіка́си (рос. Малды-Питикасы, чув. Малти Питтикасси) — присілок у складі Канаського району Чувашії, Росія. Входить до складу Ямашевського сільського поселення.
Населення — 102 особи (2010; 141 у 2002).
Національний склад:
- чуваші — 100 %